# HMS Musquito (1798)
El HMS Musquito, fue una corbeta (Sloop-of-war) de la Marina Real Británica, anteriormente el corsario francés Magicienne. La marina británica la apresó en el Caribe en marzo de 1798. En septiembre de ese mismo año fue apresada por tres fragatas españolas sobre Puerto Padre en la isla de Cuba. Incorporada a la Marina Real española como corbeta, recibió el nombre de Ardilla, hasta su baja en 1805.

## Captura por el Reino Unido
El 1 de marzo de 1798, el HMS Valiant, uno de los barcos que pertenecían a la escuadra del vicealmirante Hyde Parker, capturó a un buque corsario francés frente a las costas de Santo Domingo. uno de los barcos que perteneció a la escuadra del vicealmirante Hyde Parker. El Petite Magicienne, el corsario capturado, tenía una tripulación de 87 hombres, algunos de ellos amotinados de la fragata HMS Hermione, y montaba dieciséis cañones de 4 libras. El capitán Crawley de Valiant certificó la entrega del buque a Parker el 8 de marzo de 1798 en el Cabo Nichola Mole, dando a entender que en el buque capturado había marineros conocidos.

...after... five hours I came up with & captured La Magicienne, French corsair of sixteen guns and eighty-eight men, and it being hinted to me that James Mason, late Carpenter's Mate of His Majesty's ship...
después de... cinco horas se me ocurrió y capturé a La Magicienne, corsario francés de dieciséis cañones y ochenta y ocho hombres, y me insinuaron que James Mason, último compañero de Carpenter del Buque de Su Majestad Hermione...
Acta de Crawley de Valiant a Hyde Parker

Sus captores llevaron al Petite Magicienne al Muelle de San Nicolás el 8 de marzo. Allí Parker reunió sus barcos y ordenó, pocos días después, la incorporación del Magicienne a la Royal Navy con el nombre de HMS Musquito.

## Historial
El Musquito fue comisionado en junio de 1798 bajo el mando del teniente John Whyte. Parker le asignó una tripulación de 87 hombres con los mismos dieciséis cañones de 4 libras que llevaba en el momento de su captura. El teniente Whyte escribió que, a pesar de sus pequeñas dimensiones, era una balandra de guerra de sexta categoría. El 29 de julio tuvo un incidente en Dewee's Inlet, Carolina del Sur, con el bergantín estadounidense Unanimity en el marco de la Cuasi Guerra con Francia. Los barcos intercambiaron andanadas y luego el Unanimity fue llevado a su base. El Unanimity fue descrito como un cúter del servicio de aduanas perteneciente al Estado de Carolina del Sur.
El 16 de septiembre de 1798 el Musquito escoltaba un pequeño convoy frente a la costa norte de Cuba cuando al amanecer avistó unas embarcaciones sospechosas. Cuando se hizo evidente que los barcos eran fragatas y que no respondían a buques civiles, el Musquito indicó a sus a la flota que debían huir. El mismo buque se dirigió a Puerto Padre, perseguido por las fragatas españolas. Cruzó los límites de la bahía y se situó en el interior. Sin embargo, cuando los perseguidores cruzaron los límites y se estacionaron a unos 300 o 400 metros de distancia, el buque británico se rindió. Sus captores fueron las fragatas españolas Medea (40 cañones), Esmeralda (38 cañones, buque insignia) y Santa Clara (38 cañones), pertenecientes a una escuadra comandada por el Capitán de Fragata Rafael Butrón de Mújica. Aunque el Musquito tenía una tripulación nominal de 87 hombres, en el momento de su captura contaba con sólo 64 a bordo, ya que Whyte había destacado a algunos de sus hombres para asegurar las capturas tomadas al enemigo, incluido una balandra mercante española. El día anterior, el capitán de esta balandra mercante había aconsejado a Whyte que pusiera rumbo a Puerto Padre, para evitar la escuadra.

## Al servicio de España
En octubre de 1798 fue puesta bajo el mando del Teniente de Fragata Benito Prieto como la corbeta Mosquito, aunque fue más conocida como Ardilla, de 16 cañones. Superó el bloqueo británico de La Habana y entró en Veracruz poco después. A finales de 1804 una fragata británica capturó a la Ardilla, pero como no se había declarado formalmente la guerra fue devuelta a la Armada española. La Ardilla finalmente se desguazó en 1805.